# Anh đào (màu)
 #DE3163 
Màu anh đào là màu đỏ ánh tía, dao động từ thẫm đến chói. Nó có tên gọi này là do có màu giống như màu của quả anh đào chín.

## Tọa độ màu
- Số Hex = #DE3163
- RGB (r, g, b)  = (222, 49, 99)
- CMYK (c, m, y, k) = (13, 81, 61, 0)
- HSV (h, s, v) = (343, 78, 87)